# 무차차 이탈리아나 비에네 아 카사르세 (1971년 텔레노벨라)
《무차차 이탈리아나 비에네 아 카사르세》(스페인어: Muchacha italiana viene a casarse)은 1971년 방영된 멕시코의 텔레노벨라이다.